# Sawang Wirawong (huyện)
Sawang Wirawong (tiếng Thái: สว่างวีรวงศ์) là một huyện (amphoe) ở miền trung của tỉnh Ubon Ratchathani, đông bắc Thái Lan.

## Lịch sử
Sawang Wirawong được tách ra từ Warin Chamrap để lập một tiểu huyện (king amphoe) vào ngày 1 tháng 4 năm1995.
Theo quyết định của chính phủ Thái Lan vào ngày 15 tháng 5 năm 2007, tất cả 81 tiểu huyện đều được nâng lên thành huyện. Với việc đăng công báo ngày 24 tháng 8, việc nâng cấp này thành chính thức.

## Địa lý
Các huyện giáp ranh (từ phía bắc theo chiều kim đồng hồ) là: Don Mot Daeng, Tan Sum, Phibun Mangsahan, Na Yia, Warin Chamrap và Mueang Ubon Ratchathani.

## Hành chính
Huyện này được chia thành 4 phó huyện (tambon), các đơn vị này lại được chia ra thành 53 làng (muban). Không có khu vực đô thị, có 4 Tổ chức hành chính tambon.
| STT. | Tên          | Tên Thái | Số làng | Dân số |  |
| ---- | ------------ | -------- | ------- | ------ |  |
| 1.   | Kaeng Dom    | แก่งโดม   | 11      | 5.300  |  |
| 2.   | Tha Chang    | ท่าช้าง    | 18      | 10.119 |  |
| 3.   | Bung Malaeng | บุ่งมะแลง  | 12      | 6.978  |  |
| 4.   | Sawang       | สว่าง     | 12      | 7.773  |  |